# Доходный дом Шамшина
Доходный дом А. И. Шамшина (также доходный дом Л. В. Шамшиной) — памятник архитектуры модерна в Москве. Адрес: улица Знаменка, дом 8/13, строение 1 (угол со Староваганьковским переулком).

## История
Супруги Александр Иванович и Любовь Васильевна Шамшины в 1909 году заказали проект доходного дома на вновь купленной территории на Знаменке архитектору Н. Н. Благовещенскому (по другим данным — И. С. Благовещенскому). Был запроектирован шестиэтажный дом. Однако декор показался А. И. Шамшину недостаточным, и он обратился за переделкой оформления к Ф. О. Шехтелю, который сохранил объём и планировку Благовещенского. Дом стал одним из первых, оснащённых лифтом.
Дом с момента постройки продолжал оставаться жилым. До настоящего времени его облик дошёл с большими искажениями: дом лишился балконов средних этажей и ленточного балкона на уровне верхнего этажа, а также фриза. В конце 1990-х годов на доме была без необходимых разрешений сооружена мансарда с видом на Кремль, крупные окна которой ещё больше исказили здание.
В доме жили военачальники Б. М. Шапошников и В. Д. Цветаев.

## Архитектурные особенности
Дом, который интересен прежде всего как творение Шехтеля, относят к стилю рационального модерна. Сильные акценты создаются эркерами. Горизонтальный акцент сформирован границей между отделочными материалами: первые два этажа облицованы штукатуркой, имитирующей камень, четыре верхних — глазурованным кирпичом. Новаторским решением стал ленточный балкон, опоясывающий фасад (не сохранился). Его мотив повторяется в барельефе фриза с орнаментом из листьев и в сильно выступающей железобетонной плите карниза. Угол дома оформлен башенкой над круглым эркером, которая перекликается с бельведером соседнего дома Пашкова. Угловой эркер опирается на псевдоколонну, капитель которой оформлена в виде листьев репейника. Окна необычно широки для своего времени. По сравнению с предыдущими работами, Шехтель отказался от членения плоскости фасада нефункциональными пилястрами, демонстрируя конструктивный массив стены. До наших дней сохранилось декоративное оформление подъезда и козырька, отделка входного вестибюля и ограждения парадной лестницы, двери отдельных квартир и лифта, отделанные под красное дерево. По мнению исследователя архитектуры и биографа Шехтеля Е. И. Кириченко, доходный дом Шамшина «принадлежит к первоклассным образцам рационального модерна и является одним из лучших произведений зодчего».

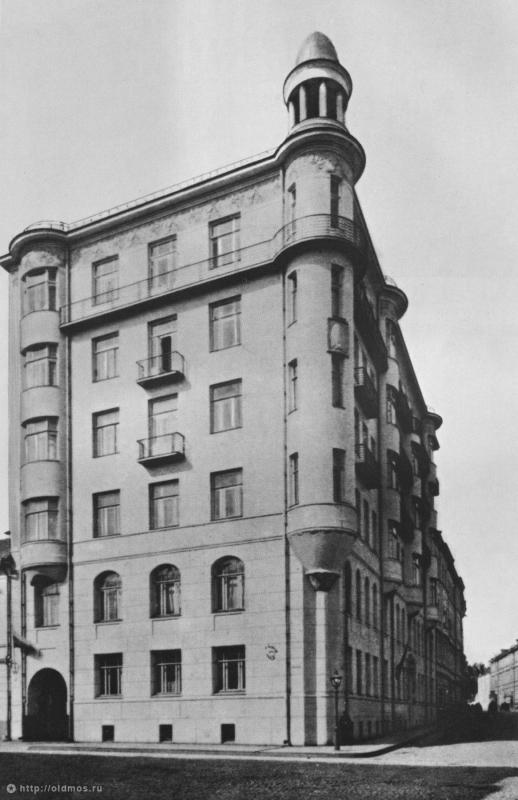
Первоначальный облик дома. Фото 1911 года
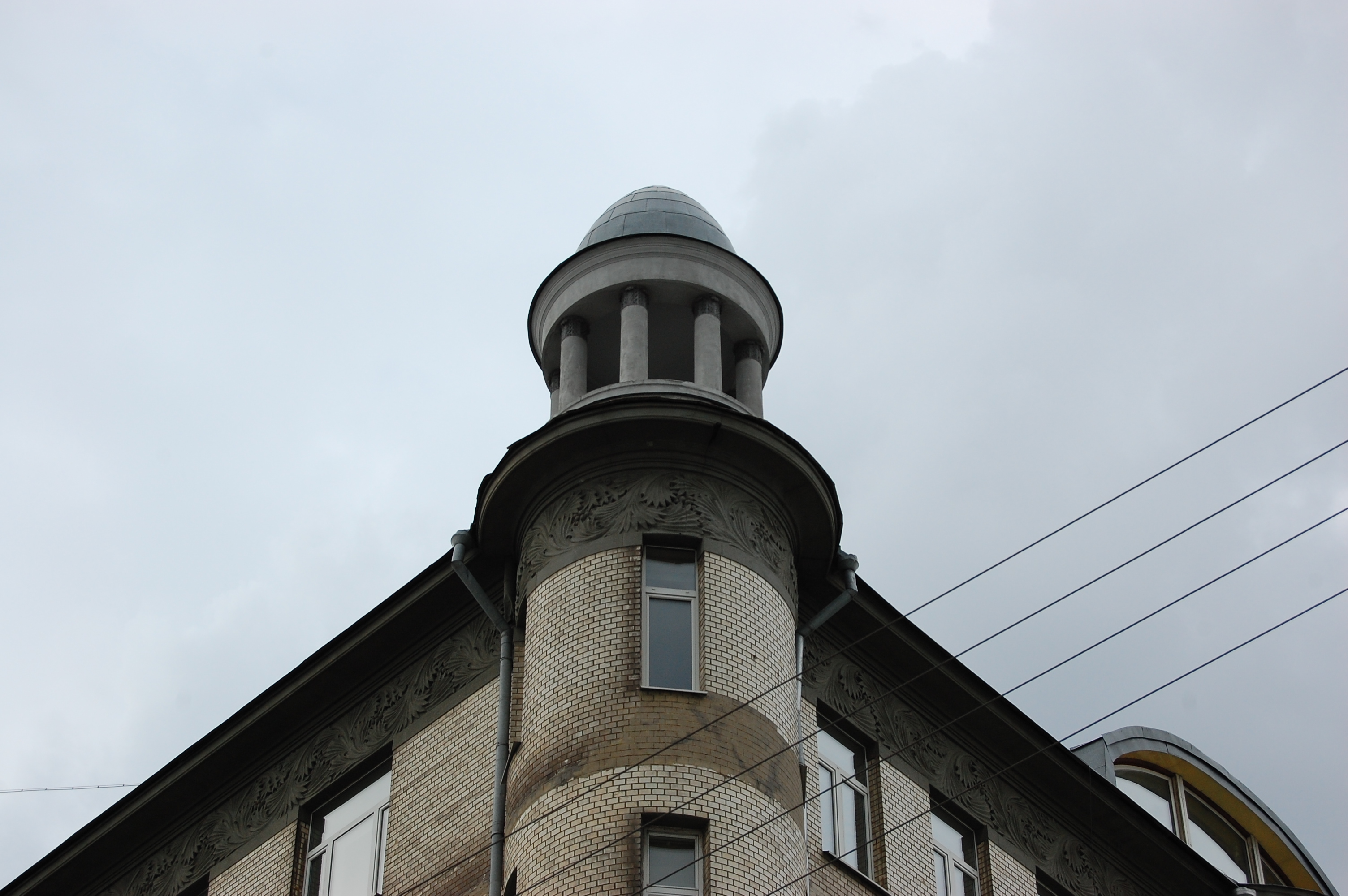
Ротонда